# Ibtissam Zaoui
Ibtissam Zaoui (en arabe : ابتسام الزاوي) est une judokate marocaine.

## Carrière
Ibtissam Zaoui est médaillée de bronze dans la catégorie des moins de 48 kg aux Championnats d'Afrique de judo 2002 se déroulant au Caire.
Aux Championnats du monde de judo 2003 à Osaka, elle est éliminée en seizièmes de finale dans la catégorie des moins de 52 kg par l'Ukrainienne Tetyana Lusnikova.